# Jan Kopecký (politik)
Jan Kopecký (28. dubna 1896 Kunvald – 31. července 1974 Čáslav) byl český a československý politik, a člen Československé strany lidové, za kterou byl po roce 1945 poslancem Prozatímního a Ústavodárného Národního shromáždění a ministrem techniky.

## Biografie
Pocházel z rolnické rodiny. Od roku 1901 žil v Pěčíně. Politicky se inspiroval otcem, který byl ve 20. letech 20. století v Pěčíně radním za lidovou stranu. Jan Kopecký absolvoval obecnou školu v Pěčíně a měšťanskou školu v Žamberku. Pak studoval na Vyšší hospodářské škole v Chrudimi. Za první světové války bojoval v rakousko-uherské armádě na italské frontě. Od roku 1918 studoval jako mimořádný posluchač zemědělský obor na České vysoké škole technické v Praze. V letech 1918-1921 absolvoval vojenskou službu v československé armádě. Pak dokončil vysokoškolská studia na ČVUT. Politicky se angažoval v lidové straně a v České lize akademické, kde se setkal s politikem Františkem Noskem, který ho pak ovlivnil v jeho směřování. Nastoupil jako učitel na hospodářskou školu v Čáslavi (setrval zde až do roku 1950). Odborně se specializoval na otázky krajinného plánování. Působil ve Svazu hospodářských družstev v Praze jako místopředseda a zasedal ve výboru Ústřední jednoty hospodářských společenstev.
Po Mnichovu na podzim 1938 intervenoval v Pěčíně ohledně vytyčení nových hranic Československa tak, aby byl zachován katastr obce bez záborů. Za Protektorátu odmítl vstup do Svazu pro spolupráci s Němci. Pomáhal domácímu odboji (coby profesor hospodářské školy v Čáslavi zpracovával statkové archy, ve kterých se uměle snižovaly výnosy). 5. května 1945 se v Čáslavi podílel na přebírání moci do československých rukou a byl členem Revolučního národního výboru v tomto městě. Stoupal v politických funkcích. Stal se předsedou okresní organizace ČSL a členem krajského vedení strany.
V letech 1945-1946 byl poslancem Prozatímního Národního shromáždění za lidovce. Po parlamentních volbách v roce 1946 se stal poslancem Ústavodárného Národního shromáždění. Zde setrval až do parlamentních voleb roku 1948. Zastával i vládní funkci. V letech 1946-1948 byl ministrem techniky v první vládě Klementa Gottwalda. Do ministerské funkce nastoupil náhle, jako náhradník po smrti dosavadního ministra Aloise Vošahlíka. Měl pověst technokraticky orientovaného politika. V rámci strany se řadil k centristům. V únoru 1948 podal demisi v rámci pokusu demokratických stran o vyvinutí tlaku na KSČ. Po vítězství komunistů v tomto mocenském střetu už se do funkce nevrátil. V lidové straně mezitím převzala moc prokomunistická frakce a Kopecký byl 28. února vyloučen z poslaneckého klubu.
Po únorovém převratu dostal nabídku odejít do exilu, ale nepřijal ji. Stáhl se do Čáslavi, kde žil mimo politické dění, ale pod dozorem Státní bezpečnosti. Jeho zdravotní stav se zhoršoval kvůli srdečním potížím. V roce 1954 mu byl přiznán invalidní důchod. Soukromě se vzdělával v historii a jazycích. Během pražského jara roku 1968 se pokoušel o rehabilitaci.